# Ruído marrom
O ruído marrom, ruído castanho, ruído vermelho ou ruído browniano, é o ruído produzido pelo movimento browniano. Seu nome é uma homenagem a Robert Brown, descobridor do movimento browniano. Este tipo de ruído pode ser obtido integrando o ruído branco.
Sua densidade espectral é proporcional a 1/f2, ou seja, tem mais energia nas baixas frequências que o ruído rosa. A potência espectral decresce a 6 dB por oitava.